# Ghost Train (film, 2006)
Pour les articles homonymes, voir Ghost Train.
Pour plus de détails, voir Fiche technique et Distribution.
Ghost Train (オトシモノ, Otoshimono) est un film japonais réalisé par Takeshi Furusawa, sorti en 2006.

## Synopsis
En rentrant de l'école, Nana, jeune lycéenne est témoin d'un accident de train. Plus tard, à la gare de Mizunashi, des gens se volatilisent régulièrement à cause d'un mystérieux ticket de train. Un jour, la petite sœur de Nana disparaît elle aussi. Nana décide donc de partir à sa recherche. Aidée par Kuga, un jeune conducteur de train, elle mène l'enquête et découvre la malédiction qui touche cette station.

## Fiche technique
- Titre : Ghost Train
- Titre original : オトシモノ (Otoshimono?)
- Réalisation : Takeshi Furusawa
- Scénario : Takeshi Furusawa
- Pays d'origine :  Japon
- Langue originale : japonais
- Durée : 92 minutes
- Dates de sortie : 
  - Corée du Sud : 27 juillet 2006
  - Japon : 30 septembre 2006[1]

## Distribution
- Erika Sawajiri : Nana
- Chinatsu Wakatsuki : Kanae
- Shun Oguri : Kuga
- Aya Sugimoto : Kumi, la femme avec l'œil endommagé
- Miyoko Asada : la mère de Nana

## Autour du film
- Ghost Train est le premier film japonais à être sorti en Corée du Sud avant de sortir au Japon.[réf. nécessaire]